# シェイン・マクマホン
シェイン・マクマホン（Shane Brandon McMahon、1970年1月15日 - ）は、コネチカット州ハートフォード出身の実業家。シェイン・O・マックのニックネームを持つ。WWEオーナー・ビンス・マクマホンの息子であり、かつてはWWEのグローバルメディア部門の副社長を務め、WWEのバックステージとテレビ番組両方に関わっていた。
正式なプロレスラーではないが、選手として試合にも何度となく出場し、タイトル獲得やワールドカップ優勝の実績もある。父親のビンスも経営者でありながら度々試合に出場しているが、父親以上に体を張ったハードな試合を数多くこなしている。そのプロレスの才能は並みのレスラーを上回っているとの評価を受けている。

## 来歴
1988年のロイヤルランブルにて、レフェリー役として番組に参加。ダーク・マッチやハウス・ショーを中心に裁定し1989年のサバイバーシリーズや、1990年のレッスルマニアVIに出演。1993年にボストン大学を卒業した後、父ビンスが経営するWWE（当時WWF）へ入社。ビンスの息子である事は社内で認知されていたが（ビンス自身の意向もあり）特別扱いはされず、チケットの捥ぎりや事務処理等、1スタッフとして裏方仕事を中心に行っていた。後に販売、マーケティング、デジタルメディア部門などを受け持つようになる。マクマホン一家の喧騒を題材にしたストーリーが徐々に人気を博す様になり、WWFの番組、試合に登場する頻度も上がっていく。1999年には父親のビンスやロックと組んで、ヒールのユニット「コーポレーション」を結成。ストーン・コールド・スティーブ・オースチンと抗争を行う。
2001年にはWCWのストーリー上のオーナーとなり、同じくストーリー上のECWオーナーである妹のステファニー・マクマホンと結託。WCW / ECW連合軍（アライアンス）を率い、WWFとの抗争を行った。
2003年にベビーフェイスとしてケインとの抗争でアンフォーギヴェン、サバイバー・シリーズに登場して以降はレスラー活動は控えていたが、2006年より再開（以下後述）。
一時期、ハウス・ショーに父親に代わって随行しており、日本武道館やさいたまスーパーアリーナで開催されたハウス・ショーにも登場し、大きな歓声をもって迎えられている。10月、WWEのテレビ番組『WWFライブワイヤ』で司会を担当したことがあるマリッサ・マズゥーラと結婚。
2004年2月13日に長男誕生。長男も写真ではあるが既にWWEに登場。7月の日本武道館公演にて来日（初来日はレフェリーとして参加した1990年4月13日の『日米レスリングサミット』）。
2005年2月、さいたまスーパーアリーナ大会では、11月の記者会見や、直前に開催されたロイヤルランブルで負傷した父ビンスの代理として来日。10月、WWEのテレビ番組であるRAWの放送局がUSAネットワークに戻った際の特番『WWEホームカミング』に登場。ただし登場してすぐにストーン・コールド・スティーブ・オースチンからスタナーを受けてダウンさせられた。11月、サバイバー・シリーズ後のRAWに登場。エリック・ビショフとGMの座を巡って抗争を開始したが、エリック・ビショフ解雇後は、父ビンスと親子ヒールとして活動しショーン・マイケルズと抗争を開始。2006年3月18日に行われた興行、サタデー・ナイト・メイン・イベントにおいてショーン・マイケルズと対戦した際、シェインがシャープ・シューターを出した直後にビンスがゴングを要請し、かつてのモントリオール事件を再現するかのような結末で勝利した。その後も引き続き登場し、ショーン・マイケルズ、トリプルHのDXと抗争を繰り広げた。
2007年はウマガを仲間に加えて、父ビンスと共にボビー・ラシュリーと激しく争っていた。
2008年3月の『レッスルマニア24』でのフロイド・メイウェザー・ジュニアの参戦についての交渉役をしていたとも伝えられている。
2009年1月、ビンスにパントキックを浴びせたランディ・オートンに怒りをあらわにし、再びリングに登場する。その後トリプルHやバティスタを交えオートン率いるレガシーと抗争する。この抗争以降はリングには上がらず副社長としての業務に戻る。10月、WWE.com上で2010年1月1日をもってWWEを去ることが発表された。その理由は社の上層部にしか告げられず、公には明らかになっていない。11月、UFCの代表ダナ・ホワイトと会談したとの情報が流れる。ホワイトはその件について「ノーコメント」としている。
2010年8月、シェインは中国向けのビデオ・オン・デマンドサービス提供会社『チャイナ・ブロードバンド』（現 ユー・オン・デマンド）のCEOに就任した。またシェインはこの他にスポーツ選手の国際向けマネジメント事業を行っており、所属選手にローリー・マキロイ、アーニー・エルス（共にプロゴルファー）がいる。
2016年2月22日、WWE・RAWにてリング上でビンスがビンセント・J・マクマホン・レガシー・オブ・エクセレンス・アワードなる自らの父の名前を冠した表彰を設立したと発表した。初受賞者にステファニーを指名して呼び寄せ会話を交わしているところで、シェインは久々にWWEのリングへ姿を現した。シェインは賞自体は素晴らしいが、ステファニーは受賞するに値しないと言うと親子3人で口論となった。シェインはRAWをコントロールしたいと言い、ビンスはシェインがある試合に勝てば望みを叶え、負ければすべての権力を失うという条件を提示した。そして、その試合とはWrestleMania XXXIIでジ・アンダーテイカーとヘル・イン・ア・セルを行うというものだった。4月3日、Wrestle Mania 32にてジ・アンダーテイカーとヘル・イン・ア・セルでの対戦を実現。序盤にはヘル・イン・ア・セルでありながら関節技の応酬となるが中盤より金切りバサミで金網を切っているところにテイカーに抱えられて突き破られ場外戦へと展開。工具箱やモニターでテイカーを殴打後、約6メートルある金網の上から実況席に横たわるテイカーへのエルボードロップを投下するが避けられ誤爆。大ダメージを受けるとリング内へと連れ込まれ、ツームストーン・パイルドライバーを決められ敗戦した。
同年7月11日のRawでビンス・マクマホンからSmackDown!のコミッショナーに任命される。
2017年4月2日、WrestleMania 33にて、マッチメイクを巡る抗争をしていたAJスタイルズと対戦。バリエーションの多い技と巧みな返し技の連続で名勝負を展開。トップロープ上から、実況席にダウンするAJへのダイビングエルボードロップの自爆、コースト・トゥ・コースト、シューティングスタープレスの自爆など、高い身体能力とハードなバンプを必要とする見せ場で試合を演出した。7月19日、ニューヨーク州ロングアイランド東部へ向うべく搭乗していたヘリコプターが、ロングアイランドに面した大西洋ギルゴビーチ洋上に不時着するという事故が起こった。シェインは、家族を訪ねようとしていた際にトラブルに見舞われたとし、シェインとパイロット双方共にケガは無かった。
2018年11月2日、Crown JewelにてWWEワールドカップ・トーナメントでザ・ミズ vs ドルフ・ジグラーによる決勝戦が行われる。試合中にミズが足首を負傷とすると代役という形で出場する事になり、最後にコースト・トゥ・コーストを決めて勝利。優勝を果たした。
2019年1月27日、Royal Rumble 2019でWWEスマックダウン・タッグ王者チームのザ・バーにザ・ミズとタッグを組んで挑戦。リングに4人が入り乱れると誤爆を誘発。ミズがシェイマスにスカル・クラッシング・フィナーレをすると、自分がセザーロにシューティングスタープレスを決めて勝利。王座を戴冠した。

## 得意技

### フィニッシュ・ホールド
リープ・オブ・フェイス
いわゆるダイビング・エルボー・ドロップだが、シェインの場合、リングサイドの実況席に横たわる相手に向かってコーナートップから飛ぶことが殆どで、リング内に向かって飛ぶことは少ない。
コースト・トゥ・コースト
フロム・コーナー・トゥ・コーナーと同型技。過去にはビンス・マクマホンやトリプルHに対して決めた事がある。

### その他得意技
シェイン・オー・シャッフル
ナックル・パンチの連打。リズムを取るように、ステップを踏んでダンスを踊るように繰り出す。最後に体を浴びせる様にしてラリアット気味に繰り出して相手を倒す事もある。
ダイビング・クローズライン・アット・ザ・アウトサイド
飛び込み式クロスラインだが、シェインはリング外で繰り出すことが多く、コーナートップや場外マットなど様々な場所を足場にして飛び込む。
シューティングスタープレス
スプリングボードクローズライン
ブルドッグ
フロント・ドロップキック
ジャンピング・ウェポン・ショット
反則技だが、椅子などの得物を持って相手の頭目掛けて飛び込み、その得物で殴打する。
三角絞め
アングルスラム
ジャンピングエルボードロップ
DDT
フロート・オーバー・DDT

## 獲得タイトル
- WWFハードコア王座 : 1回
- WWFヨーロピアン王座 : 1回
- WWEスマックダウン・タッグ王座 : 1回
w / ザ・ミズ
- WWEワールドカップ : 2018年度優勝

## 入場曲
- Here Comes The Money
- No Chance In Hell

## マクマホン・ファミリー
|                      |                      |                      |                      |                      |                      |  |  |                      |                      | ジェス・マクマホン         |                      |                      |                      |                    |                    |                                      |                                      |                                      |                                      |                                      |                                      |                    |                    |                                 |                                 |                                 |                                 |                                 |                                 |  |  |  |  |  |  |  |  |  |  |  |  |  |  |
|                      |                      |                      |                      |                      |                      |  |  |                      |                      |                            |                      |                      |                      |                    |                    |                                      |                                      |                                      |                                      |                                      |                                      |                    |                    |                                 |                                 |                                 |                                 |                                 |                                 |  |  |  |  |  |  |  |  |  |  |  |  |  |  |
|                      |                      |                      |                      |                      |                      |  |  |                      |                      | ビンス・マクマホン・シニア |                      |                      |                      |                    |                    |                                      |                                      |                                      |                                      |                                      |                                      |                    |                    |                                 |                                 |                                 |                                 |                                 |                                 |  |  |  |  |  |  |  |  |  |  |  |  |  |  |
|                      |                      |                      |                      |                      |                      |  |  |                      |                      |                            |                      |                      |                      |                    |                    |                                      |                                      |                                      |                                      |                                      |                                      |                    |                    |                                 |                                 |                                 |                                 |                                 |                                 |  |  |  |  |  |  |  |  |  |  |  |  |  |  |
|                      |                      |                      |                      |                      |                      |  |  |                      |                      | ビンス・マクマホン         | ビンス・マクマホン   | ビンス・マクマホン   | ビンス・マクマホン   | ビンス・マクマホン | ビンス・マクマホン |                                      |                                      | リンダ・マクマホン                   | リンダ・マクマホン                   | リンダ・マクマホン                   | リンダ・マクマホン                   | リンダ・マクマホン | リンダ・マクマホン |                                 |                                 |                                 |                                 |                                 |                                 |  |  |  |  |  |  |  |  |  |  |  |  |  |  |
|                      |                      |                      |                      |                      |                      |  |  |                      |                      | ビンス・マクマホン         | ビンス・マクマホン   | ビンス・マクマホン   | ビンス・マクマホン   | ビンス・マクマホン | ビンス・マクマホン |                                      |                                      | リンダ・マクマホン                   | リンダ・マクマホン                   | リンダ・マクマホン                   | リンダ・マクマホン                   | リンダ・マクマホン | リンダ・マクマホン |                                 |                                 |                                 |                                 |                                 |                                 |  |  |  |  |  |  |  |  |  |  |  |  |  |  |
|                      |                      |                      |                      |                      |                      |  |  |                      |                      |                            |                      |                      |                      |                    |                    |                                      |                                      |                                      |                                      |                                      |                                      |                    |                    |                                 |                                 |                                 |                                 |                                 |                                 |  |  |  |  |  |  |  |  |  |  |  |  |  |  |
|                      |                      |                      |                      |                      |                      |  |  |                      |                      |                            |                      |                      |                      |                    |                    |                                      |                                      |                                      |                                      |                                      |                                      |                    |                    |                                 |                                 |                                 |                                 |                                 |                                 |  |  |  |  |  |  |  |  |  |  |  |  |  |  |
| シェイン・マクマホン | シェイン・マクマホン | シェイン・マクマホン | シェイン・マクマホン | シェイン・マクマホン | シェイン・マクマホン |  |  | マリッサ・マズゥーラ | マリッサ・マズゥーラ | マリッサ・マズゥーラ       | マリッサ・マズゥーラ | マリッサ・マズゥーラ | マリッサ・マズゥーラ |                    |                    | ステファニー・マクマホン＝レヴェック | ステファニー・マクマホン＝レヴェック | ステファニー・マクマホン＝レヴェック | ステファニー・マクマホン＝レヴェック | ステファニー・マクマホン＝レヴェック | ステファニー・マクマホン＝レヴェック |                    |                    | ポール・レヴェック（トリプルH） | ポール・レヴェック（トリプルH） | ポール・レヴェック（トリプルH） | ポール・レヴェック（トリプルH） | ポール・レヴェック（トリプルH） | ポール・レヴェック（トリプルH） |  |  |  |  |  |  |  |  |  |  |  |  |  |  |
| シェイン・マクマホン | シェイン・マクマホン | シェイン・マクマホン | シェイン・マクマホン | シェイン・マクマホン | シェイン・マクマホン |  |  | マリッサ・マズゥーラ | マリッサ・マズゥーラ | マリッサ・マズゥーラ       | マリッサ・マズゥーラ | マリッサ・マズゥーラ | マリッサ・マズゥーラ |                    |                    | ステファニー・マクマホン＝レヴェック | ステファニー・マクマホン＝レヴェック | ステファニー・マクマホン＝レヴェック | ステファニー・マクマホン＝レヴェック | ステファニー・マクマホン＝レヴェック | ステファニー・マクマホン＝レヴェック |                    |                    | ポール・レヴェック（トリプルH） | ポール・レヴェック（トリプルH） | ポール・レヴェック（トリプルH） | ポール・レヴェック（トリプルH） | ポール・レヴェック（トリプルH） | ポール・レヴェック（トリプルH） |  |  |  |  |  |  |  |  |  |  |  |  |  |  |